# Seconde bataille de St Albans
Pour un article plus général, voir Guerre des Deux-Roses.
Guerre des Deux-Roses
Batailles
La seconde bataille de St Albans eut lieu le 17 février 1461, pendant la guerre des Deux-Roses, près de St Albans, dans l'Hertfordshire. Une armée de la faction yorkiste commandée par Richard Neville tenta de barrer la route de Londres à l'armée des Lancastre mais fut vaincue. Cette victoire permit aux Lancastre de libérer le roi Henri VI de sa captivité, mais ils échouèrent à en tirer un plein avantage.

## Situation
L'armée lancastrienne victorieuse à la bataille de Wakefield avance vers le sud en direction de Londres. Elle est menée par Henri Beaufort, duc de Somerset, et Henry Percy, comte de Northumberland. Composée en grande partie d’Anglais du Nord et d’Écossais, cette armée accompagne sa marche vers le sud de nombreux pillages. 
La mort de Richard d'York à Wakefield laisse son fils Édouard soutenir les prétentions yorkistes au trône. Il mène une armée yorkiste dans l’ouest alors que Richard Neville, son cousin, en dirige une autre au sud-est. Ils ont l’intention de combiner leurs forces pour affronter l’armée des Lancastre mais Édouard est retardé par son désir d’empêcher une autre armée lancastrienne, menée par Owen Tudor, de rejoindre le gros de leurs forces. Le 2 février, Édouard triomphe de cette armée à la bataille de Mortimer's Cross.
Pendant ce temps, Richard Neville, qui emmène avec lui son captif le roi Henri VI, fait prendre position à son armée au nord de St Albans sur la route principale venant du nord (l'ancienne voie romaine appelée Watling Street). Il met en place son artillerie et organise des défenses telles que des chausse-trapes et des pavois hérissés de pointes ; il divise ses forces en trois corps de bataille : lui-même dirige le centre, le duc de Norfolk commande l'aile droite, et John Neville, le frère de Richard, commande l'aile gauche. 
Bien que fortes, les lignes de Neville sont uniquement tournées vers le nord, et les Lancastre sont informés de ce fait, probablement par sir Henry Lovelace, intendant de la maisonnée de Neville. Au soir du 16 février, l'armée lancastrienne dévie brusquement vers l'ouest et s'empare de la ville de Dunstable. La population locale essaie de résister mais est facilement dispersée alors que les éclaireurs yorkistes échouent à détecter ce mouvement.

## La bataille
Depuis Dunstable, les Lancastre se dirigent de nuit vers le sud-est, en direction de St Albans, leur avant-garde attaquant la ville peu après l'aube du 17 février. Leur première attaque est repoussée par des archers qui leur tirent dessus depuis les fenêtres des maisons du centre-ville. Ils regroupent leurs forces au gué de la rivière Ver et lancent une seconde attaque à un autre endroit, attaque qui ne rencontre aucune opposition et qui permet de prendre à revers les archers yorkistes. Ceux-ci continuent néanmoins à se battre de maison en maison et il faut quelques heures aux Lancastre pour en venir à bout.
S'étant emparé de la ville, les Lancastre se tournent désormais vers le nord et le corps de bataille de John Neville. Les unités yorkistes ont du mal à s'extraire de leurs fortifications et à se tourner pour faire face aux Lancastre, aussi livrent-ils bataille par petits groupes isolés plutôt que de manière coordonnée. Les forces de John Neville sont dispersées et un contingent de l'armée yorkiste venant du Kent passe à l'ennemi, causant encore plus de confusion dans les rangs. 
En fin d'après-midi, les Lancastre attaquent les deux autres corps de bataille yorkistes et, alors que le crépuscule s'installe, Richard Neville se rend compte que ses troupes sont surpassées en nombre et démoralisées. Il donne l'ordre de la retraite et se replie sur Chipping Norton, dans l'Oxfordshire. 

## Conséquences
Lors de leur retraite, les Yorkistes laissent derrière eux le roi Henri VI, qui est supposé avoir passé la bataille assis sous un arbre dans un état d'hébétude, permettant ainsi aux Lancastre de le récupérer. Les chevaliers Thomas Kyriell et William Bonville, qui gardaient le roi, sont exécutés le lendemain : Marguerite d'Anjou ayant demandé au jeune prince Édouard de Westminster de quelle façon ils devaient mourir, le jeune garçon choisit de les faire décapiter. John Neville est capturé mais échappe à l'exécution car le frère du duc de Somerset, Edmond Beaufort, est détenu par les Yorkistes à la Tour de Londres et risque d'être exécuté en représailles.
Bien que l'armée Lancastre puisse désormais marcher librement sur Londres, la réputation de pillage qu'elle a acquise pousse les Londoniens à fermer les portes de la ville. Cette nouvelle, ainsi que celle de la victoire d'Édouard d'York à Mortimer's Cross, fait hésiter Marguerite d'Anjou ; l'armée Lancastre, dont beaucoup d'hommes du nord et d'Écossais ont déserté et sont rentrés chez eux avec le fruit de leurs pillages, se replie sur Dunstable. Édouard, qui a finalement rejoint Richard Neville, fait son entrée à Londres le 2 mars et est proclamé roi sous le nom d'Édouard IV. Quelques semaines plus tard, il confirme sa mainmise sur le trône en triomphant des Lancastre à la bataille de Towton.